# Посухів (зупинний пункт)
Посу́хів — закритий пасажирський залізничний зупинний пункт Тернопільської дирекції Львівської залізниці на неелектрифікованій  лінії Потутори — Бережани між станціями Потутори (6 км) та Бережани (3 км). Розташований неподалік села Посухів Тернопільського району Тернопільської області.

## Пасажирське сполучення
Станом на травень 2019 року пасажирське сполучення відсутнє.